# Louis d’Aubusson, duc de La Feuillade
Louis d’Aubusson duc de la Feuillade (* 30. März 1673; † 28. Januar 1725 auf Schloss Marly-le-Roi) war ein hochrangiger französischer Militär. Zuletzt war er Marschall von Frankreich. Eine nennenswerte Rolle spielte er während des Spanischen Erbfolgekrieges.

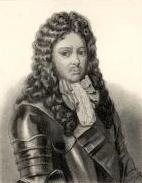
Louis d’Aubusson duc de la Feuillade

## Leben
Er war Sohn von François d’Aubusson, comte de la Feuillade. Auch dieser war Marschall von Frankreich. Die Mutter war Charlotte Gouffier. Durch diese erhielt er den Titel eines Herzogs von Roannès (genannt Feuillade).
Im Alter von fünfzehn Jahren trat er in die französische Armee ein. Er nahm 1688 an der Belagerung von Philippsburg teil. Im Jahr 1689 stellte er ein Reiterregiment auf und kämpfte mit diesem 1690 in der Schlacht bei Fleurus. Nach dem Tod des Vaters folgte er ihm als Erbe nach. Außerdem übernahm er vom Vater das Amt eines Gouverneurs der Dauphiné. Er war einer der reichsten Höflinge. Er heiratete 1692 Charlotte-Thérèse Phélypeau. Diese war Tochter des Unterstaatssekretärs Marquis de Chateauneuf.
Im Jahr 1691 nahm er an der Belagerung von Mons teil. Ein Jahr später war er an der Schlacht bei Steenkerke und der Belagerung von Namur beteiligt. Im Jahr 1693 nahm er an der Schlacht bei Neerwinden und der Belagerung von Charleroi teil. In den folgenden Jahren diente er am Rhein und später erneut in Flandern. Seine Dienstauffassung war ausgesprochen nachlässig. Er soll stets der letzte Offizier gewesen sein, der zu Beginn eines Feldzuges zur Armee stieß und war der erste, der wieder abreiste. Sein Regiment war meist in einem schlechten Zustand.
Er fiel beim König in Ungnade, nachdem er seinem Onkel Georges d’Aubusson de La Feuillade, der Bischof von Metz war, beträchtliche Geldsummen und Juwelen stahl. Ludwig XIV., der den ausschweifenden Lebenswandel und die wenig zuverlässige Art von La Feuillade ohnehin missbilligte, hat ihn scharf kritisiert und der Herzog fiel in Ungnade.
Feuillade heiratete zum Missfallen des Königs 1701 seine zweite Frau Marie-Thérèse Chamillart. Diese war Tochter des Finanzministers Michel Chamillart. Durch diese neuen Beziehungen am Hofe wurde er 1702 Brigadier des armes du roi und 1703 Maréchal de camp. Außerdem kommandierte er nach Beginn des spanischen Erbfolgekrieges die französischen Truppen in der Dauphiné. Dieses Kommando verdankte er im Wesentlichen seinem Schwiegervater. Mit den Truppen war er gegen Savoyen eingesetzt. Durch den Einfluss des Schwiegervaters wurde er zum Lieutenant-général  ernannt. Er übernahm die Truppen von René de Froulay de Tessé, der erkrankt war. Feuillade stieg zum Oberkommandierenden der Armee auf. Er marschierte in Savoyen ein und verhinderte die Rückeroberung von Chambéry. Er brachte Savoyen weitgehend unter französische Kontrolle. Daraufhin empfing ihn der König in Versailles zuvorkommend. Er blockierte Montmélian und belagerte Susa.
Im Jahr 1705 nahm er Villafrance im Sturm. Weitere Eroberungen folgten. Die Stadt Nizza wurde ihm nach einer Belagerung übergeben. Lediglich die Zitadelle blieb in der Hand der Gegner. In der Folge unterstützte er mit seinen Truppen von Louis II. Joseph de Bourbon, duc de Vendôme. Nachdem dieser zum Kampf gegen Eugen von Savoyen abberufen worden war, erhielt   Feuillade das Kommando über dessen Truppen und befehligte nunmehr eine große Armee. Zunächst wandte er sich mit Erfolg gegen Chivasso.
Schließlich hatte er Turin eingeschlossen, um die Eroberung von Piemont zu vollenden. Ein erster Belagerungsversuch scheiterte, auch weil die Truppen nicht ausreichten. Nachdem die Gegner Asti genommen hatten, belagerte La Feuillade die Stadt, musste auch wegen hoher Verluste durch Ausfälle das Vorhaben abbrechen.
Er kommandierte 1706 die Belagerungsarmee erneut vor Turin. Während der Schlacht bei Turin gegen Viktor Amadeus II. von Savoyen, Eugen von Savoyen und Leopold von Anhalt-Dessau sah er sich gezwungen, den Herzog von Orléans in Stich zu lassen und wurde von der allgemeinen Flucht mitgerissen.
Nach der Niederlage wurde er entlassen. Im Jahr 1708 verkaufte er sein Regiment. Seit 1716 war er Pair von Frankreich. Im Jahr 1719 gab er sein Amt als Gouverneur der Dauphiné ab. Durch Bestrebungen am Hofe wurde er 1724 zum Marschall von Frankreich ernannt.